# Seny
Seny (en wallon Sinni) est une section de la commune belge de Tinlot située en Région wallonne dans la province de Liège. C'était une commune à part entière avant la fusion des communes de 1977.

## Toponymie

### Situation
Le noyau initial du village se situe sur un tige du Condroz liégeois sur la route nationale 66 Huy-Hamoir entre les villages de Tinlot et de Warzée. Les autres villages voisins sont Fraiture, Ellemelle et Terwagne.

### Description
Mis à part des carrières et fours à chaux ouverts au XIXe siècle et une brève exploitation du fer, l'agriculture prima toujours. De nos jours plus que jamais, on y cultive céréales, plantes fourragères et betteraves sucrières.
La belle place allongée (place du Baty) ombragée de tilleuls, d'ormes et de peupliers et bordée de grandes fermes en carré est typiquement condrusienne. Une de ces fermes est occupée par une maison de repos.
La place a été classée en mai 1984.
En son centre, s'élève le monument commémoratif à la résistance dû à Adolphe Sprumont de Nandrin.
Si la rue de Fraiture est bâtie de constructions plus anciennes en pierre du pays, les rues d'Ellemelle, de Terwagne et Petit-Seny (où coule le ruisseau du Bougelet qui se jette dans la Bonne à Terwagne) sont composées d'habitations plus récentes de type pavillonnaire.

## Démographie
- Sources:INS, Rem:1831 jusqu'en 1970=recensements, 1976= nombre d'habitants au 31 décembre

## Histoire
Les époques romaine et mérovingienne ont laissé des vestiges dans l'archéologie locale (sculptures).
L'histoire écrite de Seny commence vers 1100, Seny fut possession de l'abbaye de Saint-Trudon (Saint-Trond).
L'avoirie appartint au comte de Durbuy, à celui de Luxembourg (1334), à Liège puis au comte de Namur (1360) et en 1756 au Duc d'Ursel.

## Galerie

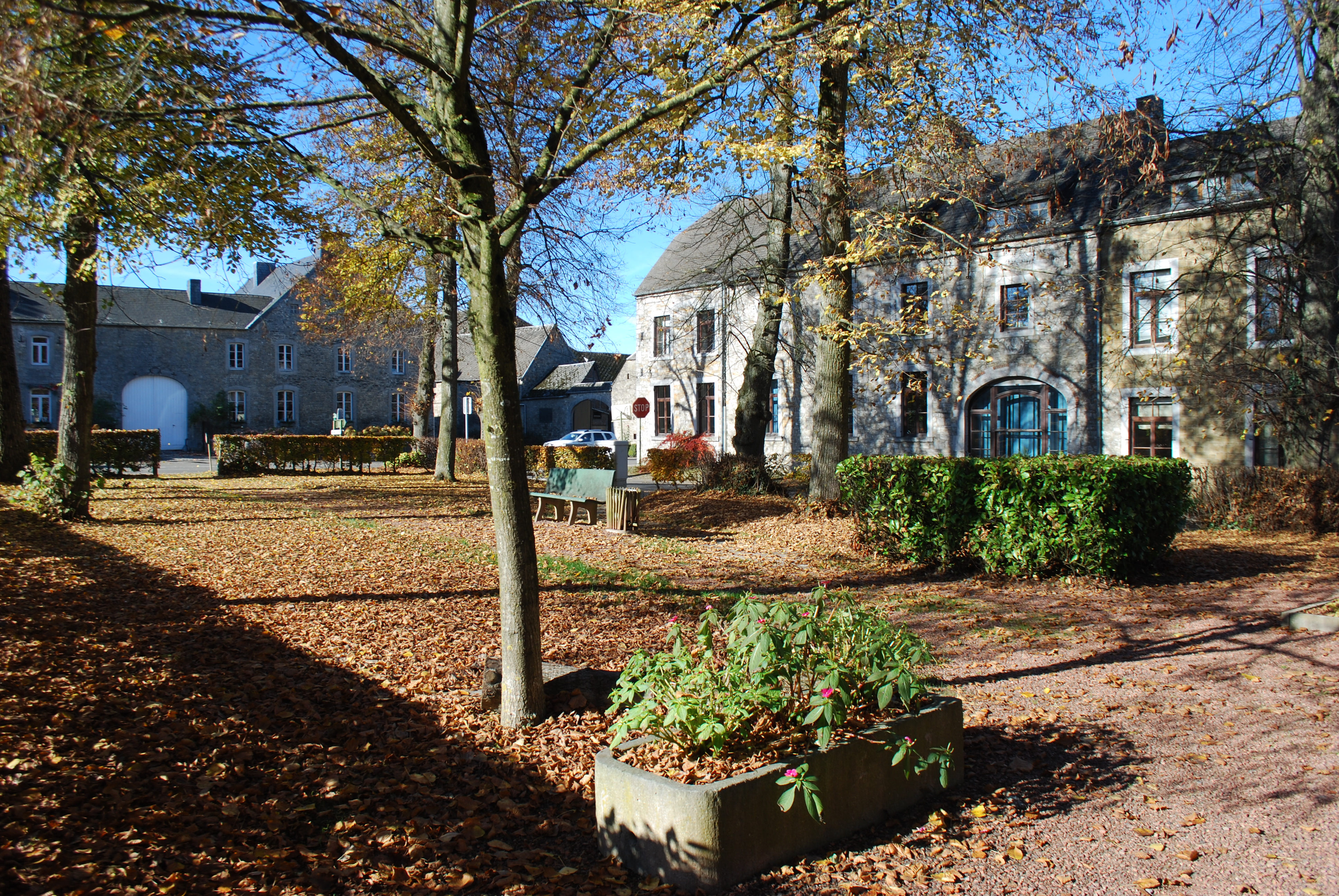
Place du Baty.
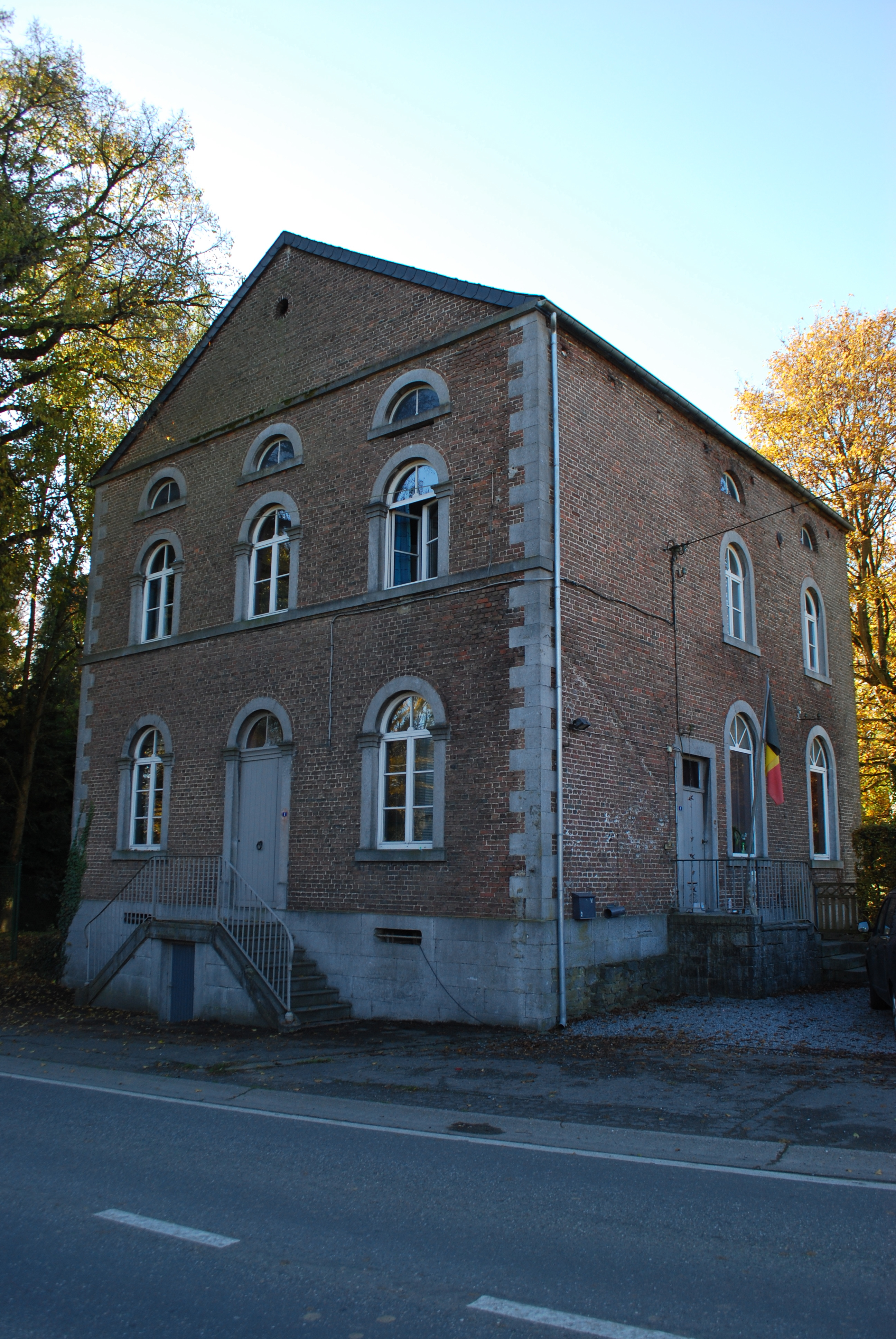
Maison du village.
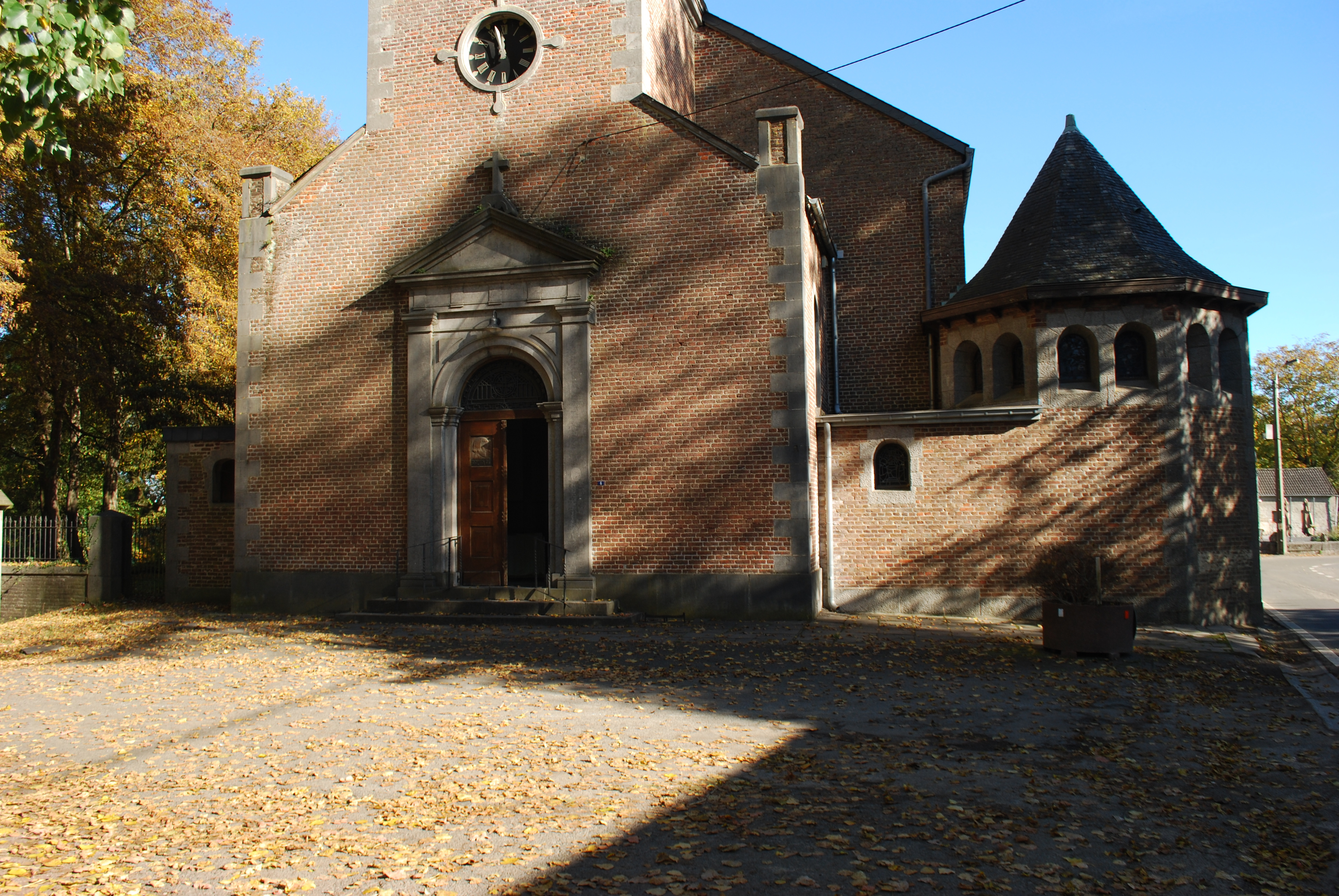
Façade avant de l'église.
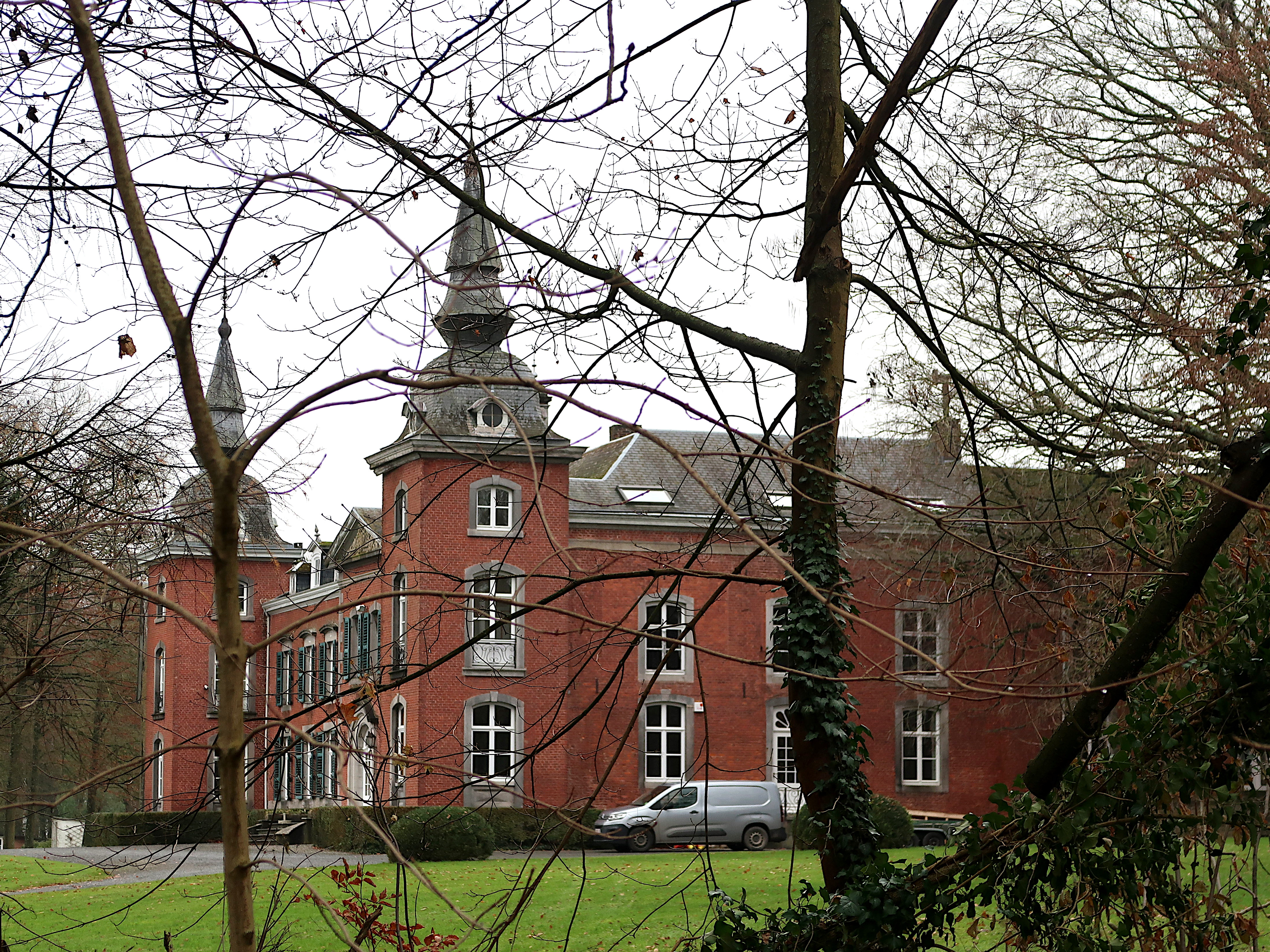
Château Fabri de Seny.
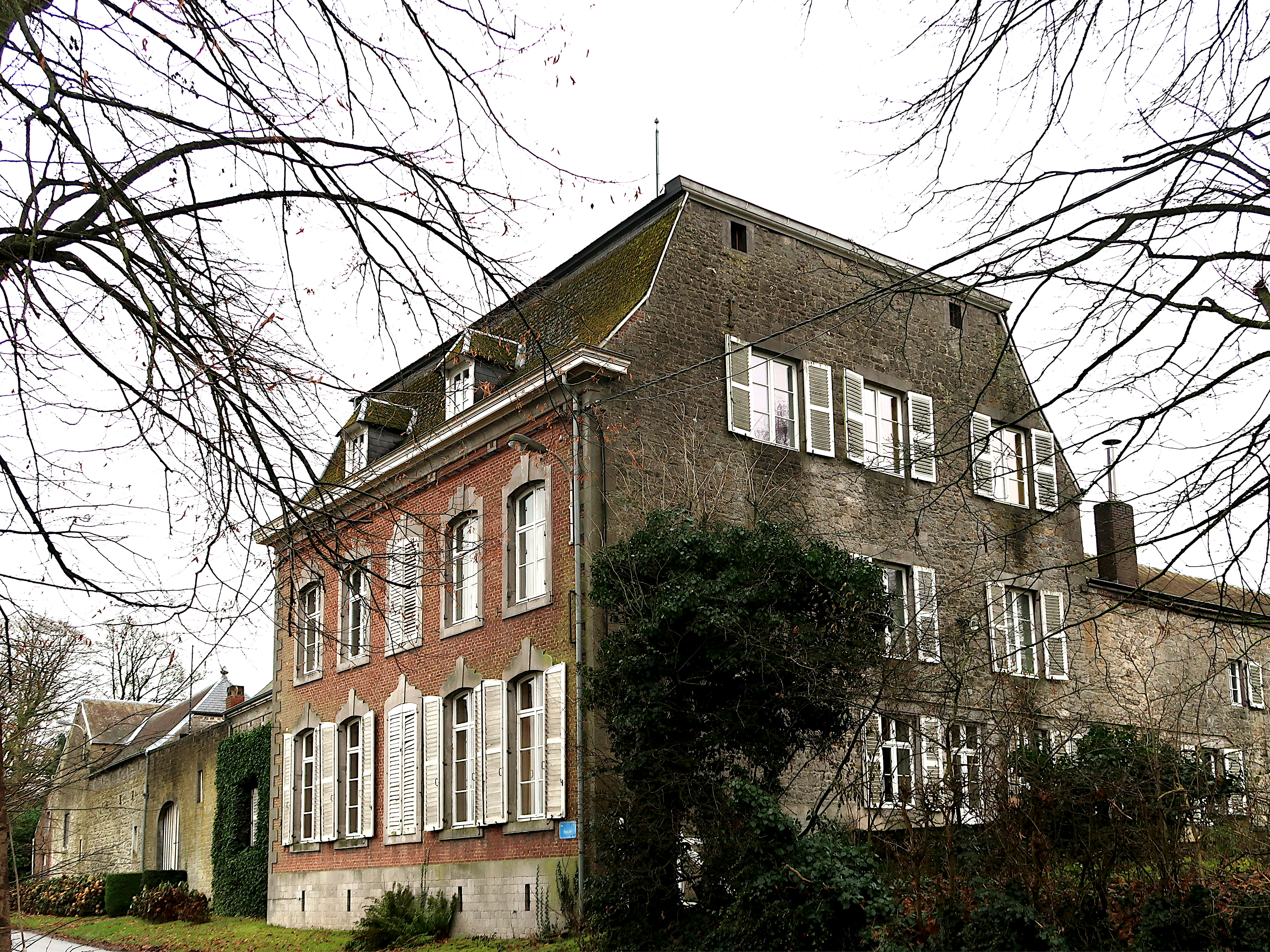
Prieuré de Seny (Cense delle Thour) englobant une tour médiévale édifiée du 13e siècle.

## Personnalités liées à Seny
- Adolphe Fassin (1828-1900), né à Seny, sculpteur ;
- Arsène Fabri (1777-1851), homme politique, mort et inhumé à Seny.